# Michael Sars
Michael Sars (Bergen, 30 agosto 1805 – Cristiania, 22 ottobre 1869) è stato uno zoologo e biologo norvegese, noto per i suoi studi sulle specie marine principalmente sugli invertebrati, scoprì alcuni processi biologici tra cui lo sviluppo degli echinodermi e la metamorfosi delle meduse.
Nel 1855 divenne membro dell'Accademia reale svedese delle scienze. Il World Register of Marine Species (WoRMS) elenca circa 260 specie marine chiamate da Michael Sars.
| M. Sars è l'abbreviazione standard utilizzata per le specie animali descritte da Michael Sars. Categoria:Taxa classificati da Michael Sars |